# Beschorneria rigida
Beschorneria rigida ist eine Pflanzenart aus der Gattung Beschorneria in der Unterfamilie der Agavengewächse (Agavoideae). Das Artepitheton rigida stammt aus dem Lateinischen, bedeutet ‚steif‘ und verweist auf die Laubblätter der Art.

## Beschreibung
Beschorneria rigida wächst stammlos. Die zahlreichen aufrechten und ziemlich steifen Laubblätter sind auf beiden Seiten aufgeraut. Ihre Blattspreite ist 30 Zentimeter lang und bis zu 2 Zentimeter breit. Sie verschmälert sich in die lang zugespitzte Spitze. Die 45 Millimeter langen Blüten sind in Gruppen von zwei bis vier angeordnet. Ihre etwas rauen, trüben Perigonblätter sind normalerweise grünlich gelb. Die Staubblätter sind kürzer als die Perigonblätter.
Die länglichen Früchte messen 3 Zentimeter und enthalten schwarze Samen.

## Systematik und Verbreitung
Beschorneria rigida ist in den mexikanischen Bundesstaaten Guanajuato, Puebla, San Luis Potosí und Tamaulipas verbreitet.
Die Erstbeschreibung durch Joseph Nelson Rose wurde 1909 veröffentlicht. Beschorneria rigida ist nur unzureichend bekannt.

## Nachweise